# 14016 Steller
14016 Steller eller 1994 BJ4 är en asteroid i huvudbältet som upptäcktes den 16 januari 1994 av den belgiske astronomen Eric W. Elst och den franske astronomen Christian Pollas vid CERGA-observatoriet. Den är uppkallad efter den tyske läkaren Georg Wilhelm Steller.
Asteroiden har en diameter på ungefär 7 kilometer och den tillhör asteroidgruppen Eos.